# 夏尔布鲁克

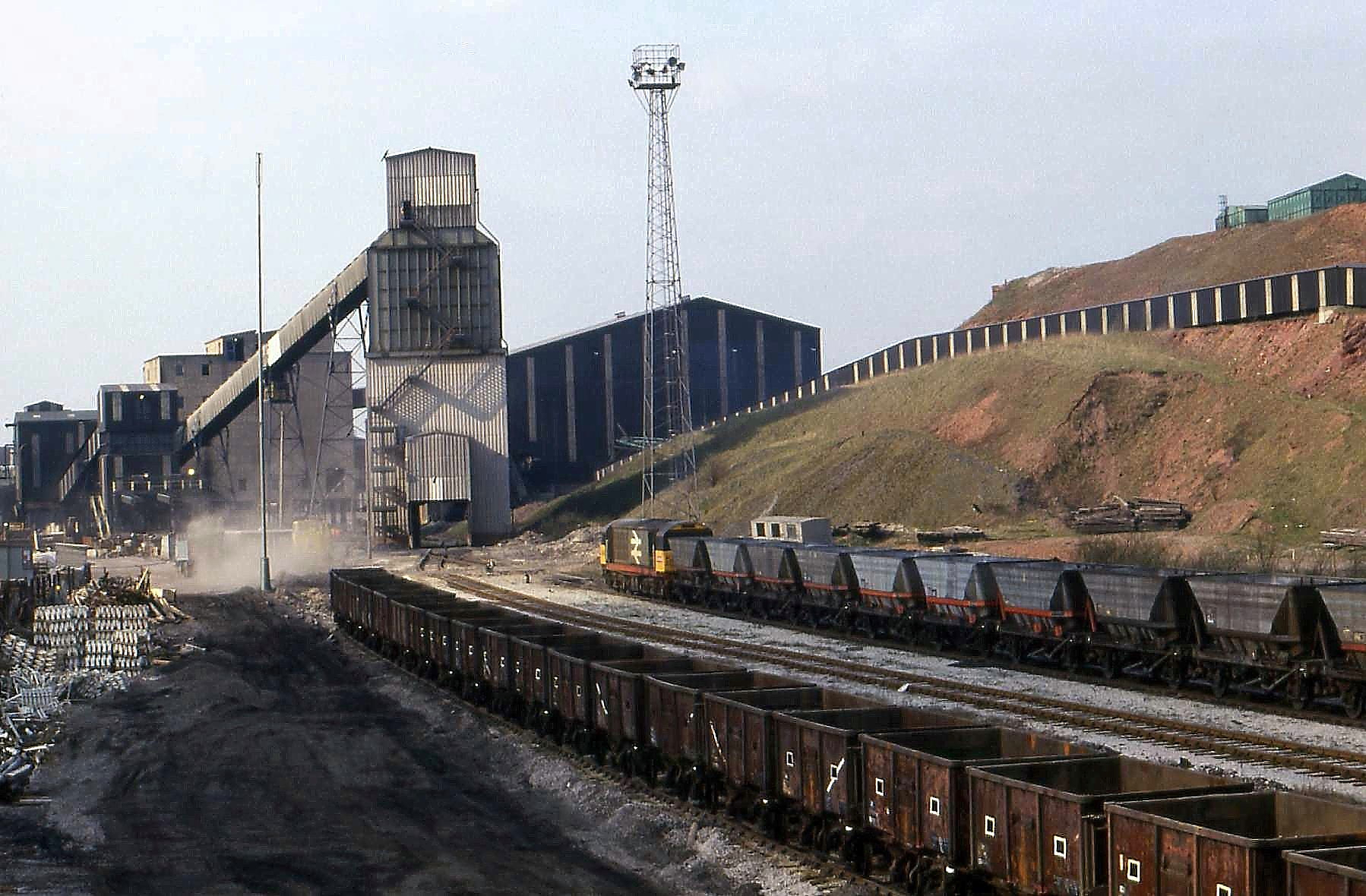
夏尔布鲁克煤矿

夏尔布鲁克（Shirebrook）是英格兰德比郡博尔索弗区的一个镇 ，人口约一万。夏尔布鲁克火车站为该镇提供铁路运输服务。
其名在1202年首次出现在书面记录中，但直到19世纪末煤矿（Shirebrook Colliery）开发前，它一直没有形成规模，曾属普莱斯利教区管辖。